# Agbodrafo
Agbodrafo este un oraș din Togo. S-a dezvoltat în jurul unui fort portughez, fiind denumit de europeni Porto Seguro.  În prezent este o stațiune turistică.